# Illano
Illano ist eine Gemeinde in der autonomen Region Asturien im Norden Spaniens.

## Lage
Die Gemeinde ist begrenzt von Boal im Norden, Pesoz und Santa Eulalia de Oscos im Süden, von Villayón, Allande und Boal im Westen und im Osten von Villanueva de Oscos und Castropol.

## Geschichte
Funde aus der Steinzeit, die in den letzten 20 Jahren gemacht wurden, bestätigen die frühe Besiedelung der Region. In der Sierra de Carondio wurden Hünengräber und Dolmen gefunden, die noch heute sehr beeindruckende Zeugnisse dieser Epoche sind.
Mehrere Wallburgen, wie nahe dem Weiler Hevia, zeugen von der Besiedelung durch die Gallaeker und Asturer.
Das Mittelalter ist geprägt durch große religiöse Aktivitäten wie der Gründung des Klosters im nahegelegenen Villanueva de Oscos.
Unter der Regierungszeit von Felipe II kaufte sich Illano von der Verwaltungs- und Justizhoheit Castropols für den Betrag von 6.323.766 Maravedís frei und erhielt damit die Eigenständigkeit.

## Geologie

### Grund und Boden
Der überwiegend aus Kalk- und Sandstein bestehende Untergrund mit den Sierra de Bobia (1.136 m) als höchste Erhebung ist typisch für die gesamte Region.

### Gewässer
Die Gemeinde wird vom Río Navia und mehreren kleineren Zuflüssen durchquert.

### Klima
Wie in weiten Teilen Asturiens herrscht durch die Nähe zum Golfstrom herrscht hier ein beinahe mediterranes Klima mit warmen Sommern und milden Wintern vor, im Frühling und Herbst kommt es mitunter zu relativ starken Stürmen.

## Wirtschaft
Nach den Zeiten der Landflucht ist das Altersgefüge relativ hoch, die Abwanderung der Jugend hat dazu geführt, dass beinahe ausschließlich die Landwirtschaft als Wirtschaftsfaktor geblieben ist, jedoch ist auch hier, bedingt durch die Überalterung ein Bauernsterben zu erkennen. Handel und Produktion sind so gut wie nicht vorhanden.
|                                   | Beschäftigte | Anteil in Prozent |
| --------------------------------- | ------------ | ----------------- |
| TOTAL                             | 113          | 100               |
| Ackerbau, Viehzucht und Fischerei | 71           | 62,83             |
| Industrie                         | 0            | 0,00              |
| Bauwirtschaft                     | 12           | 10,62             |
| Dienstleistungsbetriebe           | 30           | 26,55             |

## Bevölkerungsentwicklung
Quelle: INE – grafische Ausarbeitung für Wikipedia

## Politik
Die 1987, von 9 auf 7 reduzierten Sitze des Gemeinderates werden alle 4 Jahre gewählt, und sind wie folgt unterteilt:
| Partei                      | 1979 | 1983 | 1987 | 1991 | 1995 | 1999 | 2003 | 2007 | 2011 | 2015 |
| PSOE                        | 2    | 5    | 4    | 5    | 4    | 4    | 5    | 5    | 3    | 5    |
| PCE / IU-BA / IU-Los Verdes |      |      |      |      |      |      |      |      | 2    | 2    |
| AP / PP                     |      | 1    |      |      | 3    | 3    | 2    | 2    | 2    |      |
| UCD / CDS                   | 5    | 3    | 3    | 2    |      |      |      |      |      |      |
| Independientes              | 2    |      |      |      |      |      |      |      |      |      |
| Total                       | 9    | 9    | 7    | 7    | 7    | 7    | 7    | 7    | 7    | 7    |

## Sehenswürdigkeiten
- La casa (Haus von) Armera de Mojardín aus dem 18. Jahrhundert
- El santuario de Nuestra Señora del Pastor von 1665
- Pfarrkirche Nuestra Señora in Bullaso
- Kirche Santa Leocadia in Illano

## Feste und Feiern
- 19. März – San Juan que se celebre in Lantero
- 20. Mai – las fiestas de San Julián in Gio
- 25. Mai – las fiestas de los Remedios in La Montaña.
- 13. Juni – las fiestas de San Antonio in El Pato und El Villar de Bullasco
- 29. Juni – las fiestas de San Pedro in Cedemonia
- 16. Juli – las fiestas del Carmen in Illano
- 5. August – las fiestas de Las Nieves in Cernías
- 16. August – las fiestas de San Roque in Navedo

## Parroquias
Die Gemeinde ist in 5 Parroquias unterteilt:
- Bullaso – 107 Einwohner (2006)
- Gío – 28 Einwohner (2006)
- Herías – 76 Einwohner (2006)
- Illano – 286 Einwohner (2006)
- Ronda – 29 Einwohner (2006)

(Quelle: INE)

## Weiler und Dörfer

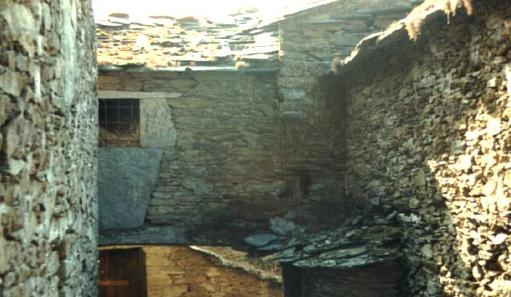
Das Dorf San Esteban de los Buitres

- San Esteban de los Buitres
- La Montaña
- Cernias – 2 Einwohner (2006)
- El Pato
- Lantero – 10 Einwohner (2006)
- Navedo -